# Брилваст
Брилваст (фр. Brillevast) насеље је и општина у северној Француској у региону Доња Нормандија, у департману Манш која припада префектури Шербур-Октевил.
По подацима из 2011. године у општини је живело 340 становника, а густина насељености је износила 37,49 становника/km². Општина се простире на површини од 9,07 km². Налази се на средњој надморској висини од 127 метара.

## Демографија
| 1962. | 1968. | 1975. | 1982. | 1990. | 1999. | 2006. | 2011. |
| ----- | ----- | ----- | ----- | ----- | ----- | ----- | ----- |
| 257   | 262   | 257   | 265   | 308   | 299   | 276   | 340   |

График промене броја становника у току последњих година